# Thomas Graves
Thomas Graves, 1. baron Graves (23. října 1725 Plymouth, Anglie – 9. února 1802 Cadhay House, Devon, Anglie) byl britský admirál. U námořnictva sloužil od svých patnácti let, se střídavými úspěchy byl účastníkem různých válečných konfliktů 18. století, uplatnil se také v koloniální správě britské koloniální říše (guvernér v Newfoundlandu 1761–1764). V roce 1781 byl krátce vrchním velitelem Royal Navy ve válce proti USA, kde utrpěl porážku. V závěru své kariéry byl účastníkem válek proti revoluční Francii, po vážném zranění v bitvě Slavného 1. června (1794) dosáhl hodnosti admirála a byl povýšen do šlechtického stavu s titulem barona.

## Životopis

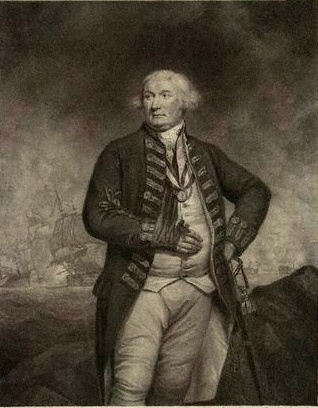
Admirál Thomas Graves (rytina z roku 1794, sbírky Národní portrétní galerie) v Londýně

Pocházel ze staré anglické rodiny připomínané od 12. století, několik členů rodu dosáhlo vysokých hodností u námořnictva. Narodil se jako mladší syn kontradmirála Thomase Gravese (1680–1755) a k námořnictvu vstoupil jako dobrovolník v patnácti letech, službu zahájil na přelomu let 1739–1740 u břehů Kanady. V Karibiku se zúčastnil neúspěšné bitvy u Cartageny, poté přešel pod velení svého otce na loď HMS Norfolk. V roce 1743 byl povýšen na poručíka, během války o rakouské dědictví bojoval v bitvě u Toulonu a poté v roce 1747 ve dvou vítězství u mysu Finisterre.. Po Cášském míru v soukromí studoval námořní strategii, zdokonaloval se ve francouzštině a na obchodních lodích absolvoval dvě cesty k břehům Afriky. V roce 1754 byl povýšen na komandéra a již ve třiceti letech byl kapitánem (1755). Na začátku sedmileté války byl předvolán před válečný soud kvůli odmítnutí boje s francouzskou lodí. Soudem byl pokárán, ale zůstal v aktivní službě, během sedmileté války se zúčastnil obléhání a bombardování Le Havre (1759). V roce 1761 byl v hodnosti komodora jmenován guvernérem na ostrově Newfoundland, kde s mimořádným zápalem hájil britské obchodní zájmy (jednalo se především o rybolov). Konec sedmileté války a Pařížský mír z roku 1763 rozšířil britské državy v Kanadě o oblast Labradoru, která spadala taktéž do kompetencí newfoundlandského guvernéra. Krátce poté se ale Graves vrátil do Evropy a poté velel několika lodím dislokovaným převážně v britských přístavech.

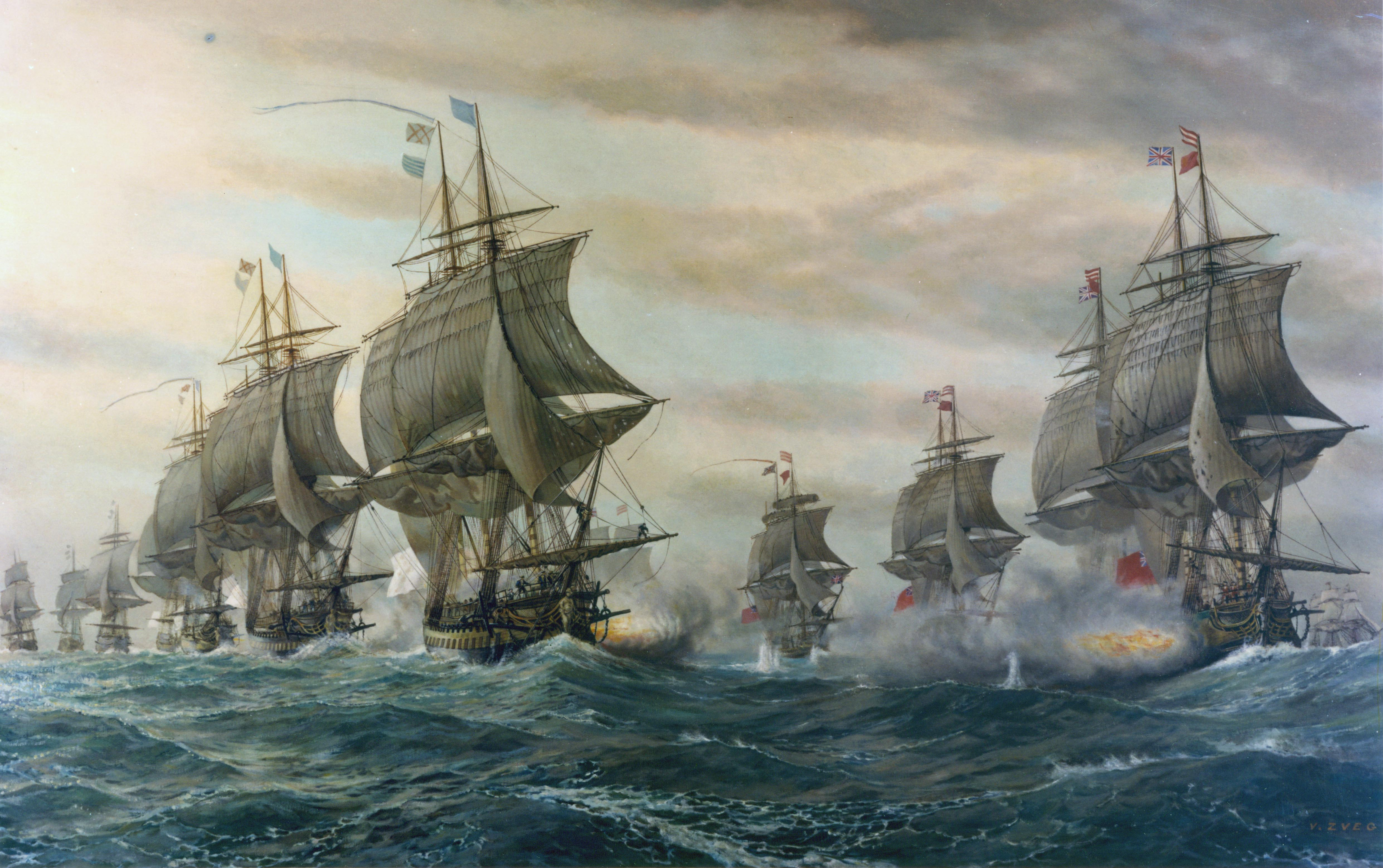
Bitva v zálivu Chesapeake (1781)

V lednu 1775 byl zvolen do Dolní sněmovny, kde se připojil ke straně toryů a podporoval vládu lorda Northa, ještě téhož roku se ale vzdal poslaneckého mandátu ve prospěch svého staršího bratra Williama. V roce 1779 byl povýšen na kontradmirála a jako velitel eskadry byl vyslán k břehům severní Ameriky, kde se měl zapojit do války proti USA. V roce 1781 s francouzským admirálem hrabětem de Grasse prohrál bitvu u Chesapeake a za špatnou strategii byl kritizován svým zástupcem Samuelem Hoodem. Ztráta podpory z moře pak vedla ke kapitulaci generála Cornwallise u Yorktownu. V roce 1782 byla Gravesova flotila zdecimována bouří u břehů Kanady, kde se potopilo několik bitevních i obchodních lodí. Po návratu do Anglie byl v letech 1786–1790 velitelem v Plymouthu. Do aktivní služby se vrátil ještě za francouzských revolučních válek, v roce 1794 byl jmenován viceadmirálem a zástupcem admirála Richarda Howea v čele loďstva Channel Fleet. Téhž roku byl vážně zraněn na své vlajkové lodi HMS Royal Sovereign v bitvě Slavného 1. června (1794), která byla vážně poškozena v přímém střetu s lodí Terrible francouzského admirála Bouveta.Za zásluhy byl povýšen na admirála s roční penzí 1 000 liber, zároveň získal titul barona (peerský titul platil pouze pro Irsko a nebylo s ním spojeno členství ve Sněmovně lordů). Poté odešel do soukromí na své panství Cadhay House v Devonu, které získal sňatkem a zde později také zemřel. Krátce před smrtí získal v roce 1801 Řád lázně.

## Rodina

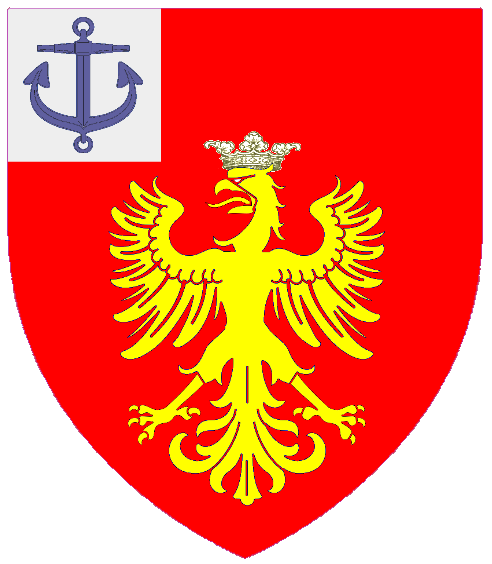
Erb rodu Graves (1794)

V roce 1771 se oženil s Elizabeth Williamsovou (†1827), s níž měl pět dětí. Nejmladší z potomstva byla dcera Margaret Anne (1777–1808) provdaná za admirála Christophera Neshama (1771–1851). Dědicem baronského titulu byl syn Thomas North Graves, 2. baron Graves (1775–1830). Protože s irským baronským titulem nezasedal v Horní sněmovně, byl dlouholetým poslancem Dolní sněmovny, kromě toho zastával funkce u královského dvora. Jeho manželkou byla Mary Paget (1783–1835), nejmladší sestra významného vojevůdce napoleonských válek polního maršála 1. markýze z Anglesey. Současným představitelem rodu je Timothy Evelyn Graves, 10. baron Graves (*1960).
Thomasův starší bratr William Graves (1724–1801) působil jako právník u královského soudu a dlouholetým poslancem Dolní sněmovny. Jejich bratranec Samuel Graves (1713–1787) byl admirálem a na počátku americké války za nezávislost krátce vrchním velitelem britského loďstva v severní Americe (1774–1776). V námořnictvu sloužil také Samuelův synovec Thomas Graves (1747–1814), který ve válkách proti revoluční a napoleonské Francii nakonec dosáhl hodnosti admirála (1812).